# Saint-Germain-Laval, Loire
Saint-Germain-Laval je naselje in občina v jugovzhodnem francoskem departmaju Loire regije Rona-Alpe. Leta 2009 je naselje imelo 1.649 prebivalcev.

## Geografija
Kraj leži v pokrajini Forez ob reki Aix, 33 km južno od Roanne.

## Uprava
Saint-Germain-Laval je sedež istoimenskega kantona, v katerega so poleg njegove vključene še občine Amions, Bully, Dancé, Grézolles, Luré, Nollieux, Pommiers, Saint-Georges-de-Baroille, Saint-Julien-d'Oddes, Saint-Martin-la-Sauveté, Saint-Paul-de-Vézelin, Saint-Polgues in Souternon s 5.783 prebivalci (v letu 2008).
Kanton Saint-Germain-Laval je sestavni del okrožja Roanne.

## Zanimivosti
- cerkev sv. Andreja,
- cerkev sv. Magdalene,
- kapela Notre-Dame de Laval,
- kapela Marijinega rojstva in sv. Janeza Krstnika, Verrières.